# Dimorphandra coccinea
Dimorphandra coccinea är en ärtväxtart som beskrevs av Adolpho Ducke. Dimorphandra coccinea ingår i släktet Dimorphandra och familjen ärtväxter. Inga underarter finns listade i Catalogue of Life.